# كونستانتينوس دوفاليديس
كونستانتينوس دوفاليدس (باليونانية: Κώστας Δουβαλίδης)‏ هو عداء حواجز يوناني ولد في يوم 10 مارس 1987 في مدينة ذراما في اليونان لأب أمريكي أفريقي وأم يونانية، أبرز إنجازاته كان فوزه بالميدالية الذهبية في سباق 110 متر في دورة ألعاب البحر الأبيض المتوسط 2013 في مرسين وبالميدالية البرونزية في دورة ألعاب البحر الأبيض المتوسط 2013 في طراغونة.

## روابط خارجية
- كونستانتينوس دوفاليديس على موقع الاتحاد الدولي لألعاب القوى (الإنجليزية)
- كونستانتينوس دوفاليديس على موقع الدوري الماسي (الإنجليزية)
- كونستانتينوس دوفاليديس على موقع اللجنة الأولمبية الدولية (الإنجليزية)
- كونستانتينوس دوفاليديس على موقع أوليمبيديا (الإنجليزية)